# Амаду Абдраман
Амаду Абдраман (араб. أمادو عبدالرحمن)  — полковник військово-повітряних сил Нігеру, який є виконуючим обов'язки президента Нігера після військового перевороту 25 липня 2023 року 

## Кар'єра
26 липня 2023 року Амаду виступив зі зверненням, до народу у якому оголосив про повалення уряду законно вибраного президента Мохамеда Базума, а також оголосив про такі заходи, як призупинення дії конституції Нігеру, закриття його кордонів, призупинення роботи всіх інституцій і національну комендантську годину, та оголосив себе виконуючим обов'язки президента Нігера.